# Các nhóm NLF Thống nhất

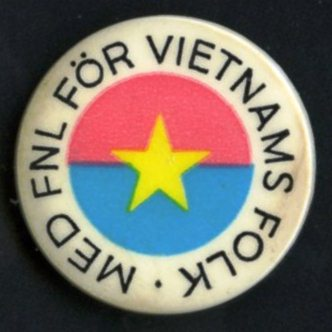
Huy hiệu áo khoác mà hầu hết các nhà hoạt động DFFG đeo vào những năm 1970.

Các nhóm NLF thống nhất hoặc các nhóm FNL thống nhất (tiếng Thụy Điển: De förenade FNL-grupperna, viết tắt là DFFG, thông tục là FNL-grupperna, Nhóm NLF, hoặc FNL-rörelsen, phong trào NLF và cũng có nguồn ghi tiếng Việt là Trung ương các nhóm MTDTGP) là một phong trào quần chúng của Thụy Điển nhằm huy động sự ủng hộ cho cuộc đấu tranh của Mặt trận Dân tộc Giải phóng miền Nam Việt Nam (được biết đến với tên viết tắt tiếng Pháp là FNL, tiếng Việt là MTDTGP, tiếng Anh là NLF).
DFFG đã trở thành một trong những phong trào quần chúng thành công nhất của Thụy Điển trong những năm sau đó, tổ chức này đã có thể huy động hàng nghìn thanh niên tham gia biểu tình, bán báo Vietnambuletinen (ấn phẩm của DFFG), phát tờ rơi, quyên góp tiền, ... DFFG đã thống trị cuộc tranh luận trong công chúng Thụy Điển về Chiến tranh Việt Nam suốt nhiều năm. Jan Myrdal đóng vai trò nổi bật trong DFFG.

## Sự hình thành
Vào tháng 2 năm 1964, chi nhánh Clarté tại Stockholm đã bắt đầu một nhóm nghiên cứu về chủ đề 'Hoa Kỳ trong thế giới ngày nay'. Bo Gustafsson là diễn giả chính. Những người tham gia bao gồm Sköld Peter Matthis, Åsa Hallström và Gunnar Bylin. Nhóm bắt đầu tổ chức các cuộc biểu tình vào năm 1965. Lúc đầu, các nhà hoạt động Clarté tổ chức cuộc biểu tình của họ bên ngoài đại sứ quán Hoa Kỳ, nhưng ít người chú ý. Vào ngày 14 tháng 6 năm 1965, một nhóm nhỏ những người theo chủ nghĩa Clarté đã tụ tập tại Hötorget ở trung tâm Stockholm. Cuộc biểu tình đã bị cảnh sát giải tán và Sköld Petter Matthis đã bị bắt giữ. Sự kiện này và phiên tòa xét xử Matthis sau đó đã được nhiều phương tiện truyền thông đưa tin và khiến phong trào này được biết đến trên toàn quốc. Sau đó cùng năm đó, Nhóm NLF đầu tiên được thành lập.

DFFG sử dụng cùng lá cờ của Mặt trận Dân tộc Giải phóng miền Nam Việt Nam

Các nhóm NLF sau đó bắt đầu xuất hiện ở Uppsala, Lund, Linköping, Örebro và Gothenburg, tất cả đều là những thành phố có trường đại học. DFFG được thành lập như một mạng lưới liên lạc của các nhóm hoạt động địa phương vào tháng 4 năm 1966. Vào năm 1967, tổ chức này đã được hợp nhất thành một tổ chức quốc gia. Sköld Petter Matthis trở thành chủ tịch của DFFG. Đến năm 1967, DFFG đã phát triển lên 20 nhóm địa phương, năm 1969 là 90 và năm 1973 DFFG bao gồm 150 nhóm địa phương. Về mặt chính trị, Liên đoàn Cộng sản Marxist-Leninist (KFML) có ảnh hưởng không đáng kể trong DFFG.
DFFG được xây dựng trên cơ sở một mặt trận thống nhất, dựa trên ba yêu cầu cốt lõi:
1. Hoa Kỳ rút khỏi Việt Nam,
2. Hỗ trợ nhân dân Việt Nam theo các điều kiện của họ,
3. Chống lại chủ nghĩa đế quốc Hoa Kỳ.[8][9]

### Các tổ chức cạnh tranh
DFFG không phải là phong trào đoàn kết với Việt Nam duy nhất hoặc đầu tiên ở Thụy Điển vào thời điểm đó. Vào mùa xuân năm 1965, Ủy ban Thụy Điển Việt Nam được thành lập, bao gồm các thế hệ nhà hoạt động trước đây, từ các phong trào hòa bình và phản đối hạt nhân. Năm 1966, nghị sĩ cộng sản John Takman, một trong số ít người Thụy Điển đã đến thăm Việt Nam và gặp Hồ Chí Minh nhiều lần, đã ra mắt ấn phẩm Vietnam-Press.
Đảng Cộng sản, có Takman là người phát ngôn nổi bật nhất của họ về Việt Nam, và Đảng Dân chủ Xã hội đã ủng hộ lập trường 'Hòa bình ở Việt Nam'. Năm 1968, Ủy ban Thụy Điển vì Việt Nam được thành lập, kế thừa hoạt động của Ủy ban Thụy Điển Việt Nam, tổ chức Gây quỹ Quốc gia về Việt Nam và Ủy ban Hỗ trợ Hội nghị Stockholm về Việt Nam, với Gunnar Myrdal làm chủ tịch.
DFFG được xây dựng để phản đối đường lối 'Hòa bình ở Việt Nam'. Câu nói “Hòa bình ở Việt Nam” bị lên án vì không phân biệt được kẻ xâm lược và nạn nhân. Takman, người được coi là đại diện cho chủ nghĩa xét lại của Liên Xô, là một trong những mục tiêu tấn công hàng đầu của các chiến dịch tuyên truyền của DFFG.

## Hoạt động
Các nhóm FNL thống nhất được xây dựng theo nguyên tắc mặt trận thống nhất: mọi người đều được chào đón, miễn là họ ủng hộ cương lĩnh, với yêu cầu Hoa Kỳ rời khỏi Việt Nam (sau này là yêu cầu Hoa Kỳ rời khỏi Đông Dương) và yêu cầu hỗ trợ "người dân Việt Nam theo điều kiện của riêng họ", như khẩu hiệu đã nêu. Khác biệt của DFFG so với các tổ chức theo chủ nghĩa hòa bình khác sử dụng các khẩu hiệu như "Hòa bình ở Việt Nam", nằm ở khẩu hiệu ủng hộ "người dân Việt Nam theo cách của riêng họ"; có nghĩa là DFFG chấp nhận rằng FNL, nếu họ muốn, cũng có thể sử dụng số tiền thu được để mua vũ khí. Sự hỗ trợ của DFFG là vô điều kiện. Khái niệm về nguyên tắc mặt trận thống nhất được mượn từ cuộc kháng chiến chống Đức Quốc xã và cuộc chiến tranh xâm lược của Nhật Bản ở Trung Quốc vào những năm 1930. Có lẽ có một số nhà hoạt động đã đọc cuốn sách của Georgi Dimitrov về mặt trận thống nhất, nhưng những gì các nhà hoạt động thực hiện trên thực tế là xây dựng một phong trào nhân dân Thụy Điển từ dưới lên, nơi các cá nhân (không phải tổ chức) là thành viên và quản lý hầu hết mọi thứ thông qua công việc tự nguyện. Nó trở thành thứ gì đó tương tự như phong trào công đoàn Thụy Điển ban đầu.
DFFG đã đưa các phương pháp phản đối chưa từng được biết đến vào chính trường Thụy Điển, chẳng hạn như các cuộc tuần hành tự phát, biểu tình ngồi và hô khẩu hiệu hung hăng. Ban đầu, điều này gây ra sự bất mãn trong số những người Thụy Điển lớn tuổi. Cảnh sát Thụy Điển chưa từng có kinh nghiệm về các cuộc diễu hành tự phát, và trong một số trường hợp đã nổ ra các cuộc đụng độ bạo lực nhỏ. Các nhà ngoại giao Hoa Kỳ bị tấn công bằng trứng, cà chua và thỉnh thoảng là surströmming. DFFG đã có lập trường kiên quyết chống lại đảng Dân chủ Xã hội Thụy Điển và chính phủ Thụy Điển, và một trong những khẩu hiệu thường xuyên nhất của phong trào này là Tage och Geijer - Lyndons lakejer ('Tage [Erlander] và [Arne] Geijer - tay sai của Lyndon [B. Johnson]'). Trong một cuộc tranh luận năm 1970 về các vấn đề đối ngoại tại quốc hội, cả Thủ tướng Olof Palme và Bộ trưởng Ngoại giao Torsten Nilsson đều gọi các nhà hoạt động DFFG là 'bọn vô lại'. Tuy nhiên, mối quan hệ của DFFG với thế hệ cũ và phong trào lao động Thụy Điển đã được cải thiện khi tổ chức này giảm bớt các hành động đối đầu hơn (như cấm ném trứng trong các cuộc biểu tình của họ). Nhóm cũng bắt đầu thảo luận với Ủy ban Thụy Điển vì Việt Nam về khả năng hợp tác.
Tờ báo Vietnambulletinen là kênh truyền tải thông điệp quan trọng nhất của phong trào và được các nhà hoạt động bán trên đường phố và quảng trường. Lượng phát hành tăng từ 500 bản in năm 1965 lên 60 nghìn bản năm 1975. Các thành viên DFFG đã gây quỹ cho FNL ở Việt Nam, ví dụ bằng cách thu thập tiền quyên góp trên đường phố và quảng trường. DFFG đã tổ chức nhiều vòng nghiên cứu và các cuộc họp công cộng, đồng thời cũng có các nhóm phát hành các bản thu âm có lời bài hát liên quan đến khẩu hiệu của phong trào. DFFG đã sản xuất một số đĩa hát, bao gồm To the Fighting Vietnam. Khi chiến tranh mở rộng sang Lào và Campuchia, DFFG cũng mở rộng nền tảng của mình để bao phủ toàn bộ Đông Dương. 
DFFG là một trong những tổ chức hoạt động tích cực nhất của Thụy Điển. Nhiều cuộc biểu tình và mít tinh lớn về lịch sử Chiến tranh Việt Nam đã được tổ chức. Chiến lược của DFFG không để các cuộc biểu tình biến thành hình thức bạo lực. Vào năm 1970, một số thành viên trẻ của DFFG đã ném một vài quả trứng vào chiếc xe chở đại sứ Hoa Kỳ khi ông đến thăm thị trấn nhỏ Glanshammar. Không có ai bị thương và xe cũng không bị hư hại, nhưng đại sứ đã phàn nàn và chính phủ đã phản ứng bằng cách cho phép áp dụng một điều luật rất hiếm khi được sử dụng trong Bộ luật Hình sự. Có một cuộc tranh luận gay gắt trên các phương tiện truyền thông đại chúng, nơi những quả trứng được so sánh với bom và những người tham gia bị gọi là những kẻ vô lại trong quốc hội. Những người tham gia đã bị xét xử và phạt tiền. DFFG cho rằng chính phủ và ngành tư pháp đã phản ứng thái quá. Việc ném trứng sau đó không được lặp lại. Ban lãnh đạo DFFG kêu gọi các nhà hoạt động tránh vượt quá giới hạn được phép liên quan đến một cuộc biểu tình. DFFG đã tổ chức các tình nguyện viên, đội bảo vệ biểu tình và chuẩn bị các bài phát biểu phản đối hành động khiêu khích.
Với hơn 200 chi nhánh địa phương, DFFG cũng là một trong những phong trào quần chúng lớn nhất Thụy Điển vào thời điểm đó. Một cuộc biểu tình ở Stockholm năm 1970 đã thu hút 8.000 người tham gia. Đến năm 1973, thậm chí còn có nhiều người muốn tham gia hơn. Các cuộc biểu tình cũng được tổ chức ở các thành phố lớn. Ví dụ, sau vụ đánh bom Hà Nội năm 1973, một cuộc biểu tình ở Söderhamn đã thu hút được vài nghìn người tham gia. Söderhamn có 14.000 cư dân vào thời điểm đó.
Vào Ngày Quốc tế Lao động 1 tháng 5 năm 1972, một cuộc mít tinh chung đã được tổ chức tại Stockholm; do Nhóm Mặt trận Giải phóng Dân tộc Stockholm, Ủy ban Thụy Điển vì Việt Nam, Đảng Dân chủ Xã hội, Đảng Cánh tả - Cộng sản và KFML đồng tổ chức. Diễn giả chính tại Norra Bantorget là Nguyễn Văn Thiện, người đứng đầu phái đoàn PRG tại Hội nghị Hòa bình Paris. Khoảng 50 nghìn người đã tham gia cuộc mít tinh, khiến nó trở thành một trong những cuộc biểu tình phản chiến lớn nhất trong lịch sử Thụy Điển.
Năm 1970, Ulf Mårtensson trở thành chủ tịch mới của DFFG. Năm 1972, DFFG đã mua văn phòng mới, một bất động sản tầng hầm rộng 1.000 mét vuông trên phố Döbelnsgatan ở trung tâm Stockholm.

### Về chủ nghĩa đế quốc xã hội Xô Viết
Nhìn chung, DFFG tránh đưa ra lập trường công khai về các vấn đề không liên quan đến Việt Nam hoặc Đông Dương. Tuy nhiên, DFFG đã lên án Sự can thiệp quân sự của Liên Xô vào Tiệp Khắc năm 1968. Dần dần DFFG trở nên thẳng thắn hơn trong các lập trường chống Liên Xô của họ, điều này đến lượt nó gây ra xung đột trong phong trào. Năm 1974, tác giả Sara Lidman đã công khai phản đối các lập trường chống Liên Xô của DFFG. Đại hội DFFG năm 1975 (được tổ chức sau chiến thắng của Việt Nam) đã xóa bỏ khẩu hiệu "Chống chủ nghĩa đế quốc Hoa Kỳ", với lý do là một phong trào chỉ lên án chủ nghĩa đế quốc Hoa Kỳ sẽ trở thành công cụ của 'chủ nghĩa đế quốc xã hội Liên Xô'.

## Thành viên
Phong trào DFFG trùng hợp với nền văn hóa thanh thiếu niên thịnh hành vào những năm 1960, khi nhạc rock, tình dục phóng khoáng, tóc dài và phong cách quần áo mới là sự nổi loạn chống lại các chuẩn mực của xã hội đã được thiết lập. Phong trào DFFG ở Thụy Điển đã góp phần tạo tiền đề cho các phong trào xã hội trong những năm 1970 và 1980 – phong trào phụ nữ, phong trào môi trường, phong trào âm nhạc tiến bộ và phong trào hội đồng làng. Nhiều thành viên của DFFG còn khá trẻ, thường chỉ khoảng 20 tuổi khi họ trở thành thành viên tích cực. Việc tích cực ủng hộ một tổ chức du kích ở Việt Nam chiến đấu bằng vũ khí chống lại sự hiện diện của Hoa Kỳ tại Việt Nam có thể gây ra căng thẳng trong quan hệ với Hoa Kỳ. Quân nhân Thụy Điển, thủ tướng, lãnh đạo đảng, và ngay cả Olof Palme trong nhiều năm đã duy trì mối quan hệ rất thân thiện với những nhân vật lãnh đạo ở Hoa Kỳ. Kể từ Thế chiến thứ II, các bộ phim Hollywood đã mô tả những anh hùng người Mỹ trong cuộc chiến chống lại Đức Quốc xã, và nhạc rock của Mỹ đã đạt đến vị thế sùng bái vào cuối những năm 1950. Đối với thế hệ sinh sau Thế chiến II, Hoa Kỳ không phải lúc nào cũng đại diện cho điều gì đó tốt đẹp, điều này thể hiện rõ trong số các thành viên của DFFG. Hoạt động điển hình của nhóm DFFG ở các địa phương là phải đứng nhiều lần trong tháng ở quảng trường, bên ngoài Systembolaget hoặc ở một nơi nào đó có nhiều người đi bộ với hộp quyên góp và biểu ngữ, bán Bản tin Việt Nam và nói về những gì đang diễn ra ở Việt Nam với bất kỳ ai quan tâm. Bởi vì có rất nhiều nhóm DFFG với nhiều thành viên tích cực trên khắp cả nước, hoạt động này đã trở thành một cách hiệu quả để tác động đến dư luận.
DFFG không bị suy yếu bởi sự kiện Khối Warszawa tấn công Tiệp Khắc năm 1968, mặc dù Liên Xô là nhà cung cấp vũ khí chính cho Bắc Việt Nam. Đến giữa mùa hè năm 1969, DFFG đã phát triển lên tới 100 nhóm địa phương. Điều này có thể được giải thích bởi thực tế là DFFG là một phần của phong trào tư tưởng chống chủ nghĩa đế quốc nói chung. Trong tài liệu nghiên cứu nội bộ của DFFG, từ "đế quốc xã hội" được sử dụng để chỉ Liên Xô.  Mục đích của cái gọi là nguyên tắc mặt trận thống nhất là DFFG sẽ tập hợp những người có quan điểm chính trị khác nhau, bao gồm cả những người có thể bỏ phiếu cho các đảng tư sản, để cùng nhau biểu tình. Điều quan trọng là họ có thể hình dung ra việc ủng hộ yêu cầu "Hoa Kỳ rút khỏi Việt Nam". Những gì những người này bỏ phiếu trong cuộc bầu cử quốc hội là một vấn đề mà DFFG chắc chắn sẽ không bình luận vì điều đó sẽ làm giảm sự ủng hộ cho yêu cầu "Hoa Kỳ rút khỏi Việt Nam".
Một số nhân vật lãnh đạo trong ban lãnh đạo DFFG cũng là thành viên của các tổ chức Clarté và KFML (sau được đổi tên thành SKP), nhưng họ luôn chỉ là một nhóm thiểu số nhỏ trong số các thành viên. 

## Giám sát của cảnh sát

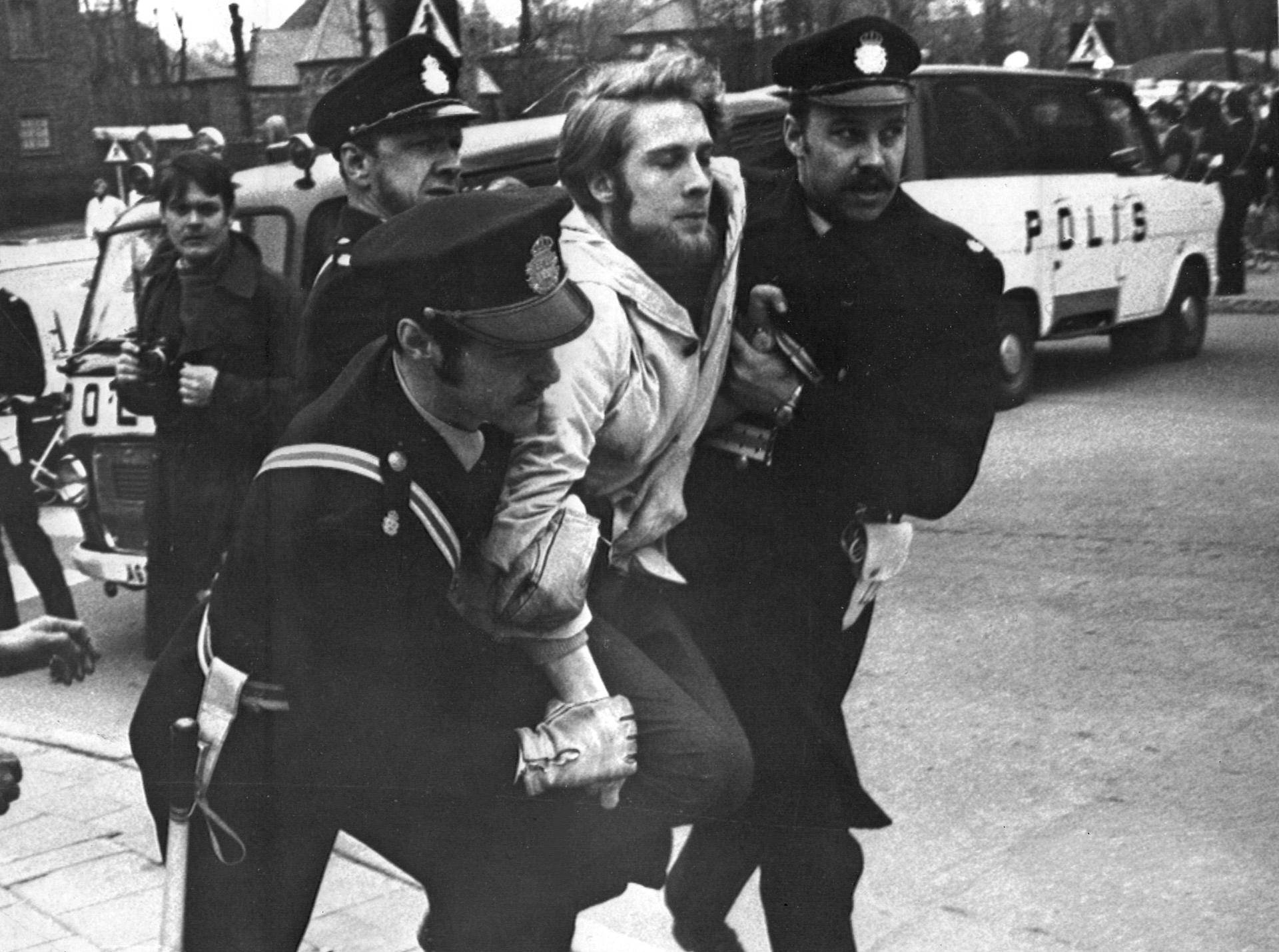
Một thanh niên biểu tình phản đối chiến tranh Việt Nam bị cảnh sát khống chế, tại Stockholm, ngày 3 tháng 5 năm 1970

Ngay từ khi thành lập nhóm DFFG đầu tiên tại Stockholm, các hoạt động của nhóm đã được cảnh sát an ninh theo dõi bằng cách sử dụng thông tin từ những kẻ xâm nhập, các đợt khám xét và theo dõi nhà riêng của các nhà hoạt động hàng đầu, chụp ảnh các cuộc họp và biểu tình, nghe lén điện thoại của tổ chức và điện thoại cá nhân của các thành viên lãnh đạo. Một số người đã được SÄPO đưa vào danh sách có nguy cơ an ninh. Mối đe dọa được cho là liên quan đến những nghi ngờ về sự kiểm soát và tài trợ từ Trung Quốc, cũng như câu hỏi về bản chất lật đổ hoặc cách mạng của phong trào.
Trong năm đầu tiên của DFFG, SÄPO đã dành nhiều nguồn lực đáng kể vào việc theo dõi và ghi chép những nhân vật lãnh đạo trong các nhóm địa phương, theo dõi một số địa chỉ nhất định và nghe lén. SÄPO đã điều tra nhiều nghi ngờ khác nhau, nhưng không có cuộc điều tra nào dẫn đến việc truy tố bất kỳ cá nhân nào có liên hệ với nhóm DFFG. Những tội ác có thể chứng minh được lại quá nhỏ đến mức không cần phải truy tố. Ví dụ, DFFG đã không xin phép Cảnh sát cho một cuộc biểu tình mà sau đó đã diễn ra trong trật tự tốt đẹp. Dần dần, sự quan tâm của SÄPO đối với tổ chức này giảm đi vì không thể chứng minh được tổ chức này có bất kỳ mối liên hệ bất hợp pháp nào với thế lực nước ngoài hoặc nguồn tài trợ nước ngoài. Dần dần, yêu cầu của phong trào DFFG rằng Hoa Kỳ nên rời khỏi Việt Nam đã trở thành một ý kiến được ủng hộ rộng rãi ở Thụy Điển, thậm chí cả tại Riksdag.
Một cuộc điều tra của chính phủ về hoạt động giám sát, trong đó có DFFG, đã phát hiện vào năm 2002 rằng mức độ thực tế của mối đe dọa vẫn chưa rõ ràng và hoạt động giám sát dường như đã quá mức, sai mục đích và đôi khi là bất hợp pháp.

## Chia rẽ
Vào các năm 1968, 1969, 1970, 1971 và 1973, nhiều nhóm thành viên nhỏ hơn, có khuynh hướng chính trị cực tả, đã cố gắng đề xuất rằng DFFG nên có mục tiêu rộng hơn ba khẩu hiệu ban đầu. Những xung đột nội bộ này đã gây tổn hại cho phong trào trong một thời gian ngắn. Những người phản đối nhanh chóng rời khỏi DFFG khi ý kiến của họ không được các thành viên khác lắng nghe, và DFFG tiếp tục phát triển.
Vào mùa xuân năm 1968, 'phong trào nổi loạn', tự xưng là Hồng vệ binh, đã nổi lên ở Uppsala và Lund. Những người nổi loạn tìm cách tiếp quản DFFG và yêu cầu tổ chức này, theo lời của họ, phải dựa trên 'Tư tưởng Mao Trạch Đông'. Vào thời kỳ đỉnh cao, 300-400 nhà hoạt động DFFG đã đứng về phía những người nổi loạn. Các cuộc đối đầu giữa những người nổi loạn và những người khác trong DFFG đã làm tê liệt các hoạt động trong nhóm địa phương Malmö và tạm thời làm tê liệt một phần một số hoạt động của DFFG tại Stockholm và Uppsala. Tuy nhiên, vào mùa hè năm 1968, phong trào nổi loạn đã tự sụp đổ.
Tại đại hội ở Uppsala năm 1969, có một số thành viên đề xuất rằng DFFG nên làm việc vì chủ nghĩa xã hội, tuy nhiên điều này đã bị bác bỏ. 
Năm 1970, DFFG đã phải chịu sự chia rẽ song song với sự chia rẽ đang diễn ra tại KFML. Một nhóm ở Gothenburg đã kêu gọi DFFG trở thành một tổ chức xã hội chủ nghĩa rõ ràng và ủng hộ KFML trong các cuộc bầu cử. Những yêu cầu của họ đã bị ban lãnh đạo của tổ chức này bác bỏ. Nhóm này, bao gồm những người theo KFML bên trong DFFG, đã tách khỏi DFFG và thành lập Mặt trận Đoàn kết vì Nhân dân Đông Dương vào tháng 1 năm 1971.
Vào tháng 1 năm 1973, nhóm Karlskrona FNL đã tách ra và thành lập Mặt trận Công nhân vì Đông Dương.

## Chiến tranh Việt Nam kết thúc và giải tán tổ chức
Với việc ký kết Hiệp định hòa bình Paris và việc rút quân chiến đấu của Hoa Kỳ khỏi Việt Nam vào năm 1973, cường độ của công tác đoàn kết với Việt Nam đã giảm sút. Sau cuộc đảo chính ở Chile, nhiều thành viên bắt đầu định hướng lại bản thân theo hướng đoàn kết với Mỹ Latinh. Tuy nhiên, Ủy ban Chile không liên kết với KFML và cũng không đạt được sức mạnh như DFFG trong thời kỳ đỉnh cao của mình.
Sau khi FNL tuyên bố chiến thắng vào ngày 30 tháng 4 năm 1975, các nhà hoạt động DFFG đã tập trung tại văn phòng đại diện Östermalm của chính phủ Cách mạng Lâm thời Cộng hòa miền Nam Việt Nam để ăn mừng. Ngày hôm sau, 15 nghìn người đã ăn mừng chiến thắng tại Stockholm vào ngày 1 tháng 5 năm 1975. Các sự kiện ăn mừng kéo dài những ngày sau đó, với một đêm liên hoan vào ngày 3 tháng 5 năm 1975 có phát biểu của Sara Lidman.
Năm 1977, DFFG được đổi tên thành Liên đoàn hữu nghị và đoàn kết Việt Nam - Lào (Việt Nam - Lào förbundet för vänskap och solidaritet). Chiến tranh Campuchia - Việt Nam năm 1978 đã dẫn đến sự kết thúc của tổ chức. DFFG đã bị chia thành ba phe phái, một nhóm hoàn toàn ủng hộ Việt Nam, một nhóm hoàn toàn lên án Việt Nam và ủng hộ cuộc tấn công của Trung Quốc vào Việt Nam và một nhóm thứ ba phản đối cuộc xâm lược Campuchia của Việt Nam nhưng không ủng hộ cuộc tấn công của Trung Quốc vào Việt Nam. Tổ chức đã bị giải tán vào ngày 14 tháng 5 năm 1979.
Tuy đã giải tán, nhưng công tác vận động của DFFG vẫn còn ảnh hưởng sau này, ví dụ như đã góp phần đưa nhà máy giấy Bãi Bằng trở thành dự án viện trợ lớn nhất của SIDA sau khi chiến tranh Việt Nam kết thúc.

## Ảnh hưởng trong văn hóa

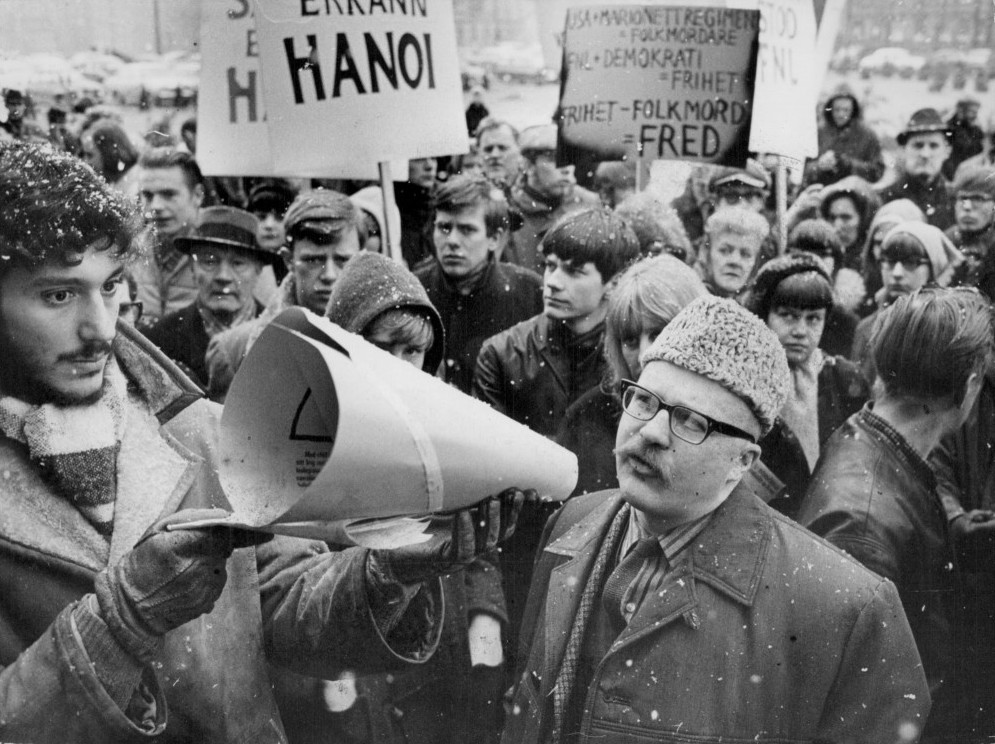
Jan Myrdal phát biểu trong một cuộc biểu tình chống chiến tranh Việt Nam ở Medborgarplatsen, Stockholm, tháng 3 năm 1966.

Một yếu tố quan trọng dẫn đến thành công của DFFG là sự ủng hộ mạnh mẽ mà phong trào này có thể tập hợp được trong số các nghệ sĩ và trí thức nổi tiếng vào thời điểm đó, chẳng hạn như Jan Myrdal, Sara Lidman, Lars Forssell, Cornelis Vreeswijk và Fred Åkerström.
DFFG xuất bản Vietnambulletinen ('Bản tin Việt Nam'), được các nhà hoạt động DFFG bán bên ngoài các cửa hàng Systembolaget và trên đường phố. Số đầu tiên được xuất bản vào tháng 5 năm 1965. Vào thời kỳ đỉnh cao,  Vietnambuletinen có số lượng phát hành là 60 nghìn bản.
Năm 1975, DFFG xuất bản FNL i Sverige: Reportage om en folkrörelse under tio år' ('FNL tại Thụy Điển: Báo cáo về phong trào của nhân dân trong mười năm') một bản tường thuật chi tiết về lịch sử của tổ chức theo góc nhìn của chính tổ chức này. Nghiên cứu học thuật lớn đầu tiên về DFFG được xuất bản năm 1996, Rebeller i takt med tiden: FNL-rörelsen och 60-talets politiska ritualer của nhà sử học Kim Salomon thuộc Đại học Lund và đánh giá DFFG theo quan điểm cánh hữu. Salomon tuyên bố rằng DFFG có khuôn mặt "Janus", thể hiện vẻ ngoài phi cộng sản trong khi bên trong do KFML điều hành vì mục đích chính trị.
Sách Vietnam var nära : en berättelse om FNL-rörelsen och solidaritetsarbetet i Sverige 1965-1975 ('Việt Nam đã gần gũi: tường thuật về phong trào FNL và công tác đoàn kết ở Thụy Điển 1965-1975') của Åke Kilander được phát hành năm 2007. Cuốn sách được dán nhãn 'cuốn sách bàn cà phê' trong bài xã luận Svenska Dagbladet. Bản thân Kilander đã từng là một nhà hoạt động kỳ cựu của DFFG. Nội dung sách dựa trên các cuộc phỏng vấn giữa các nhà hoạt động cũ của DFFG.

### Các bài hát tạo bởi DFFG
- Vietnam är nära ('Việt Nam gần ta')
- Sången om freden ('Bài hát về hòa bình')
- Vietnams folk står enat ('Người dân Việt Nam đoàn kết')
- Befria södern ('Giải phóng miền Nam')
- Vi hjälptes åt ('Chúng ta giúp nhau')
- Till det kämpande Vietnam ('Vì sự đấu tranh của Việt Nam')
- En vietnamesisk bonde ('Một nông dân Việt')
- Basarbetaren ('Nhà hoạt động cơ sở')
- Demonstrationsvisa ('Bài hát biểu tình')